# 武汉大学图书馆
武汉大学图书馆是武汉大学的图书馆，位于中华人民共和国武汉珞珈山，包括文科分馆、理科分馆、工学分馆、信息科学分馆和医学分馆等五个分馆，为2000年四校合并之后，合并各校区图书馆系统后成立的。

## 概况
武汉大学图书馆历史悠久、藏书丰富，其源于1893年清末湖广总督张之洞创办的湖北自强学堂图书室，1917年正式建馆，1928年定名为国立武汉大学图书馆。1935年启用坐落在东湖之滨、狮子山顶的老图书馆大楼。老馆及其周围的建筑群后被列入第五批全国重点文物保护单位。1985年在教五楼旁建成一座新馆。2011年10月，又于新馆旁增设，形成总建筑面积为35548平方米的武汉大学图书馆（总馆）新馆，使得其服务功能得到进一步加强。
全校现有图书馆馆舍面积为68754平米，资料室16601平米，总面积85355平米。截至2011年12月31日，全校文献资源总量达1336万余册，其中印刷型文献近676.7万册、中外文电子书刊659万余册，线装古籍20万余册。学科覆盖面广，遍及文、理、工、农、医等各个领域。

## 老图书馆

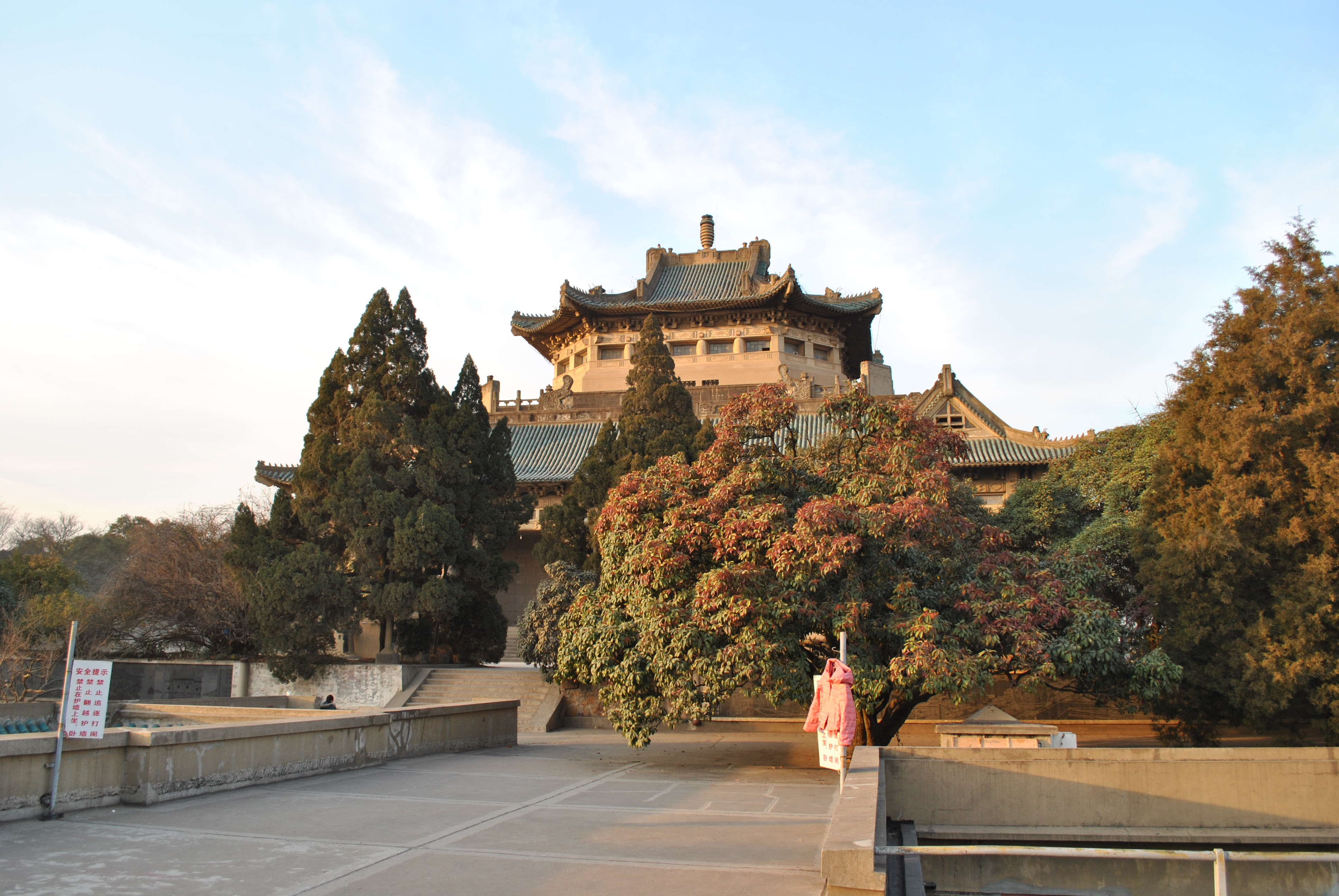
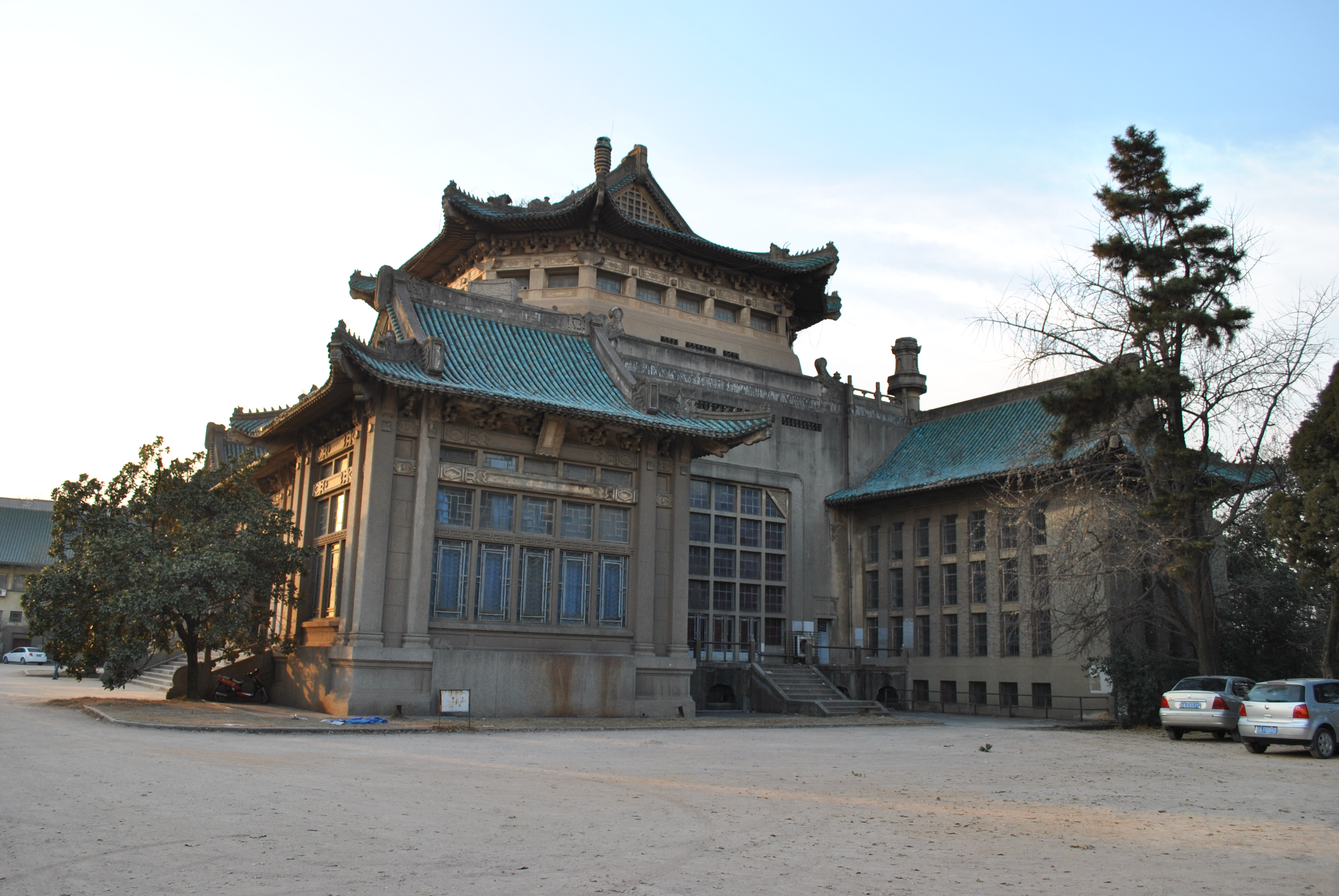
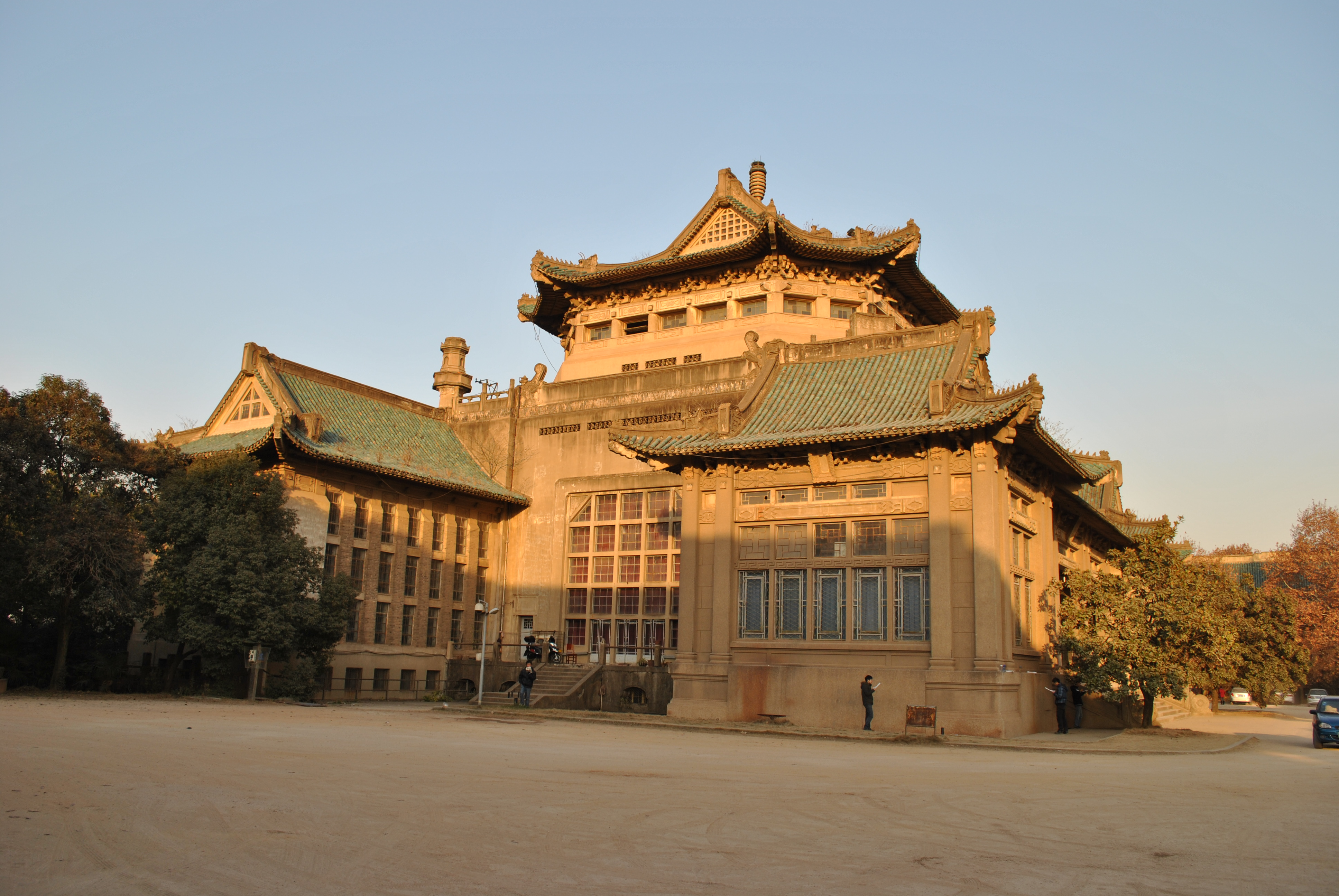
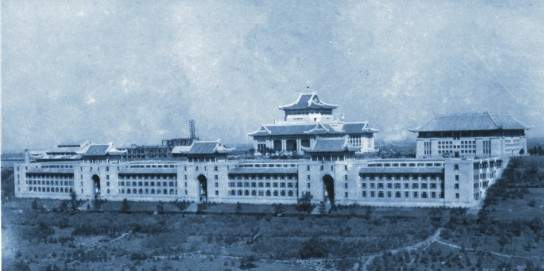
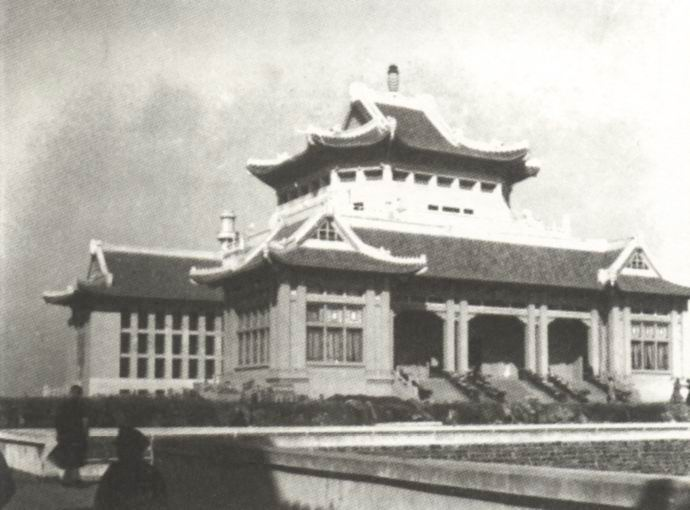
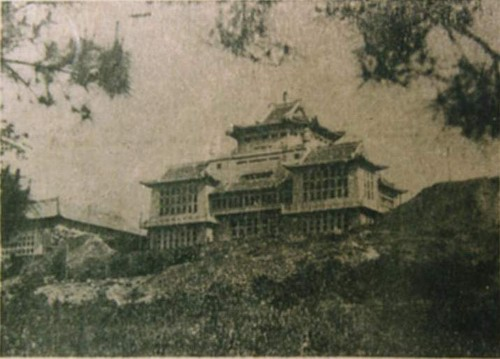
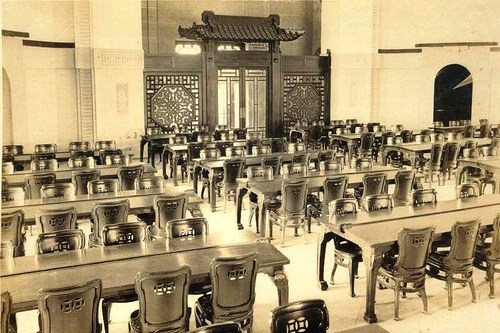

## 新馆

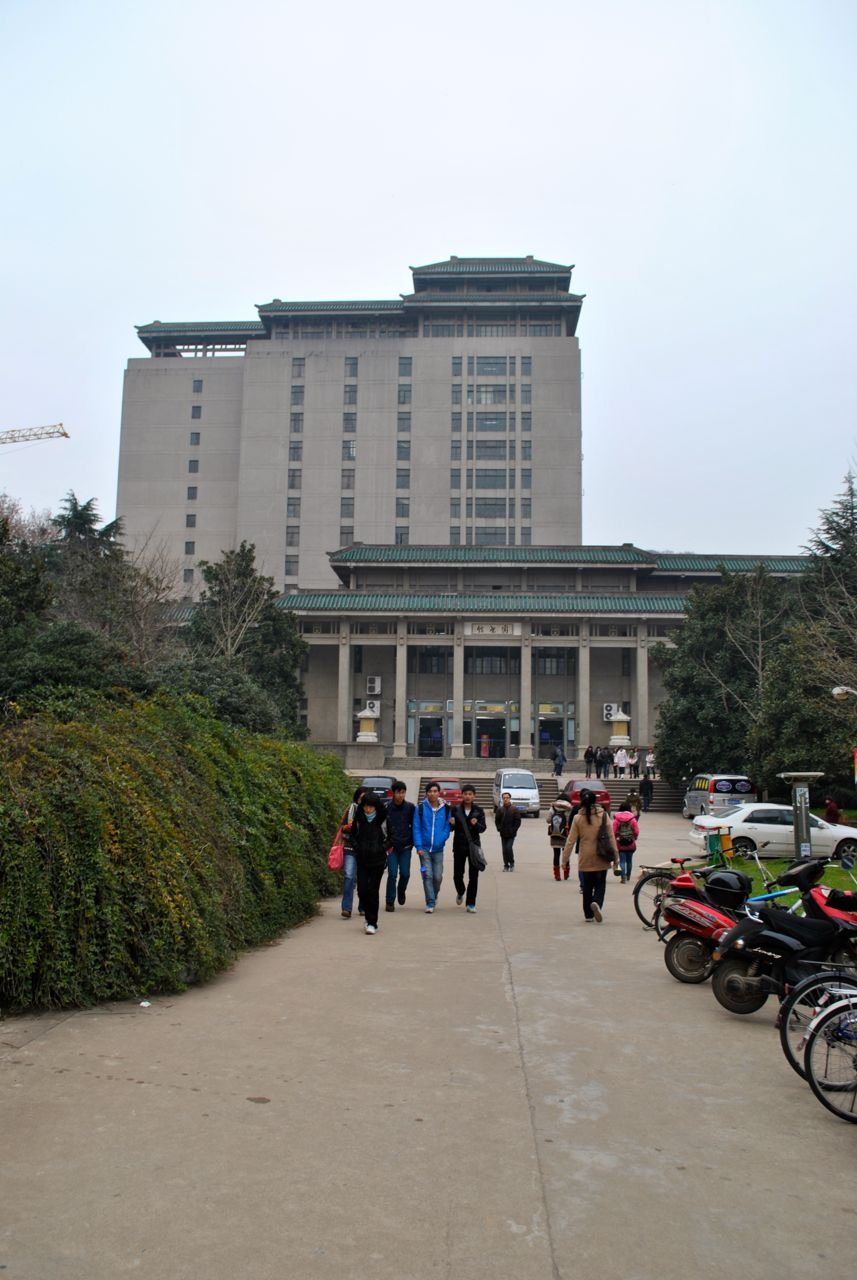
1985年建成的新馆
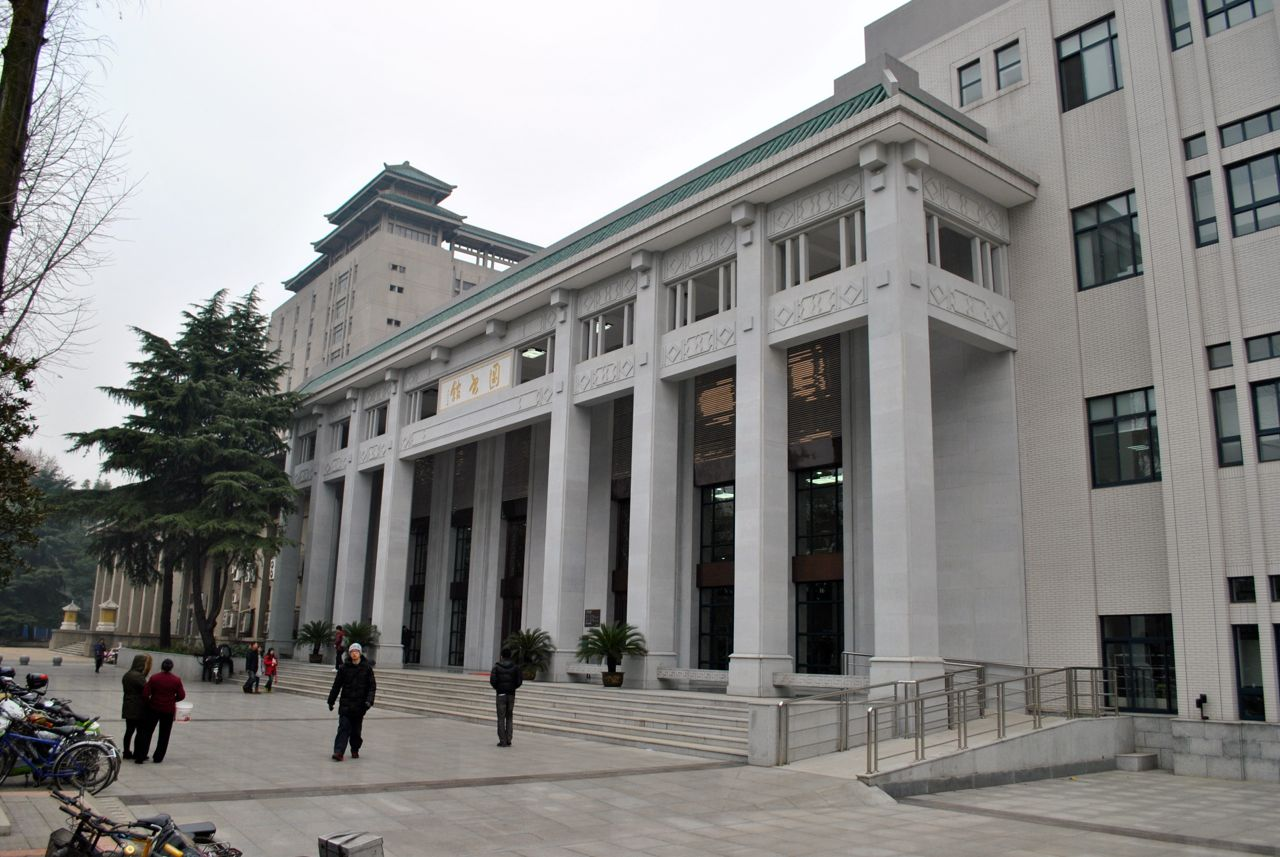
2011年建成的新馆
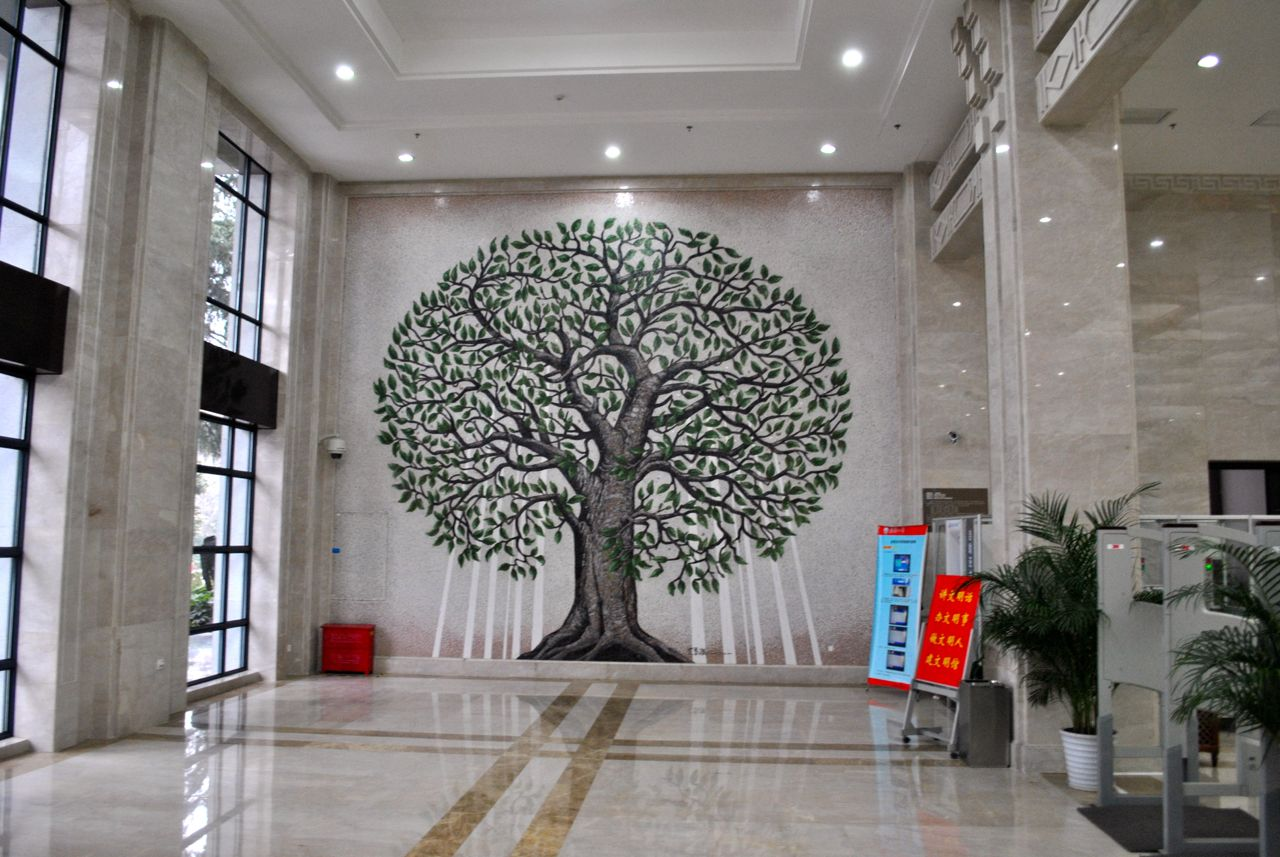
入口
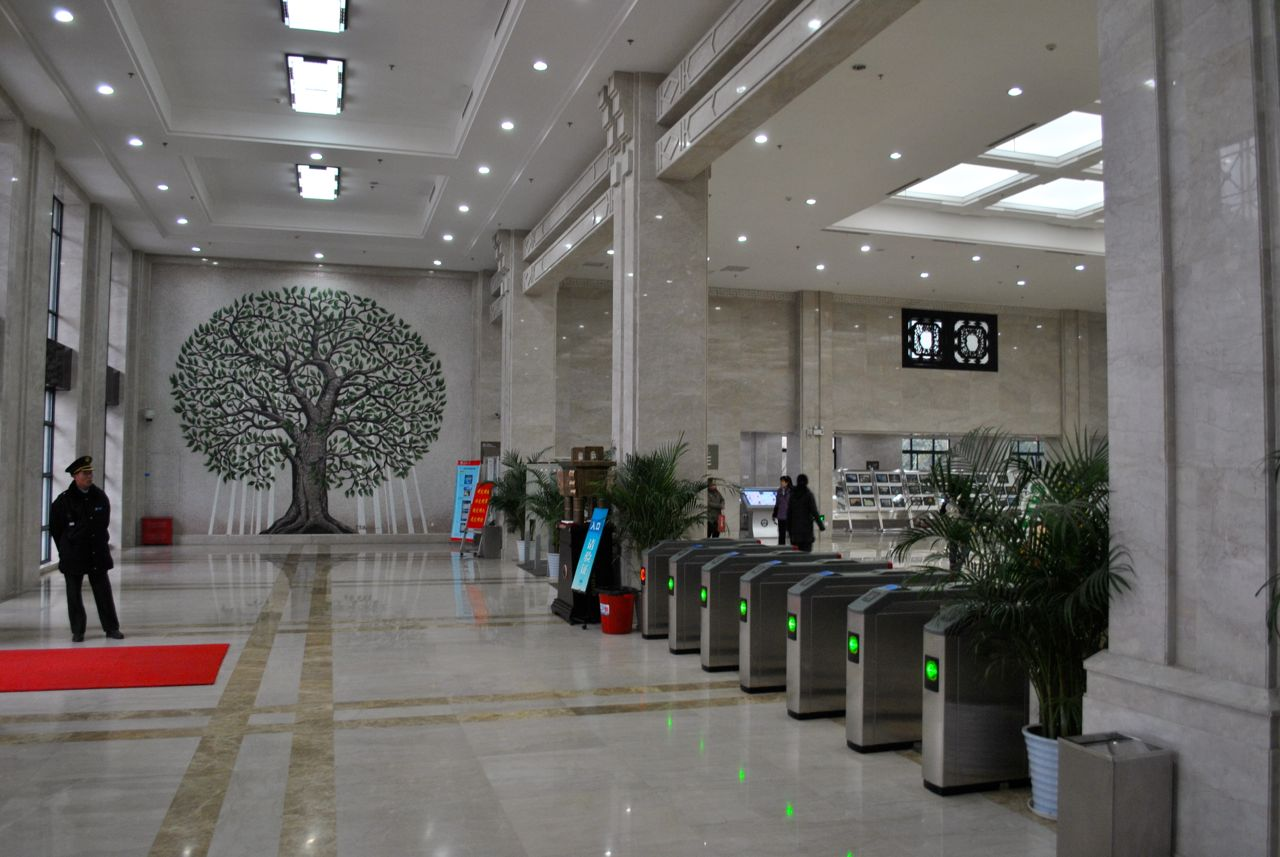
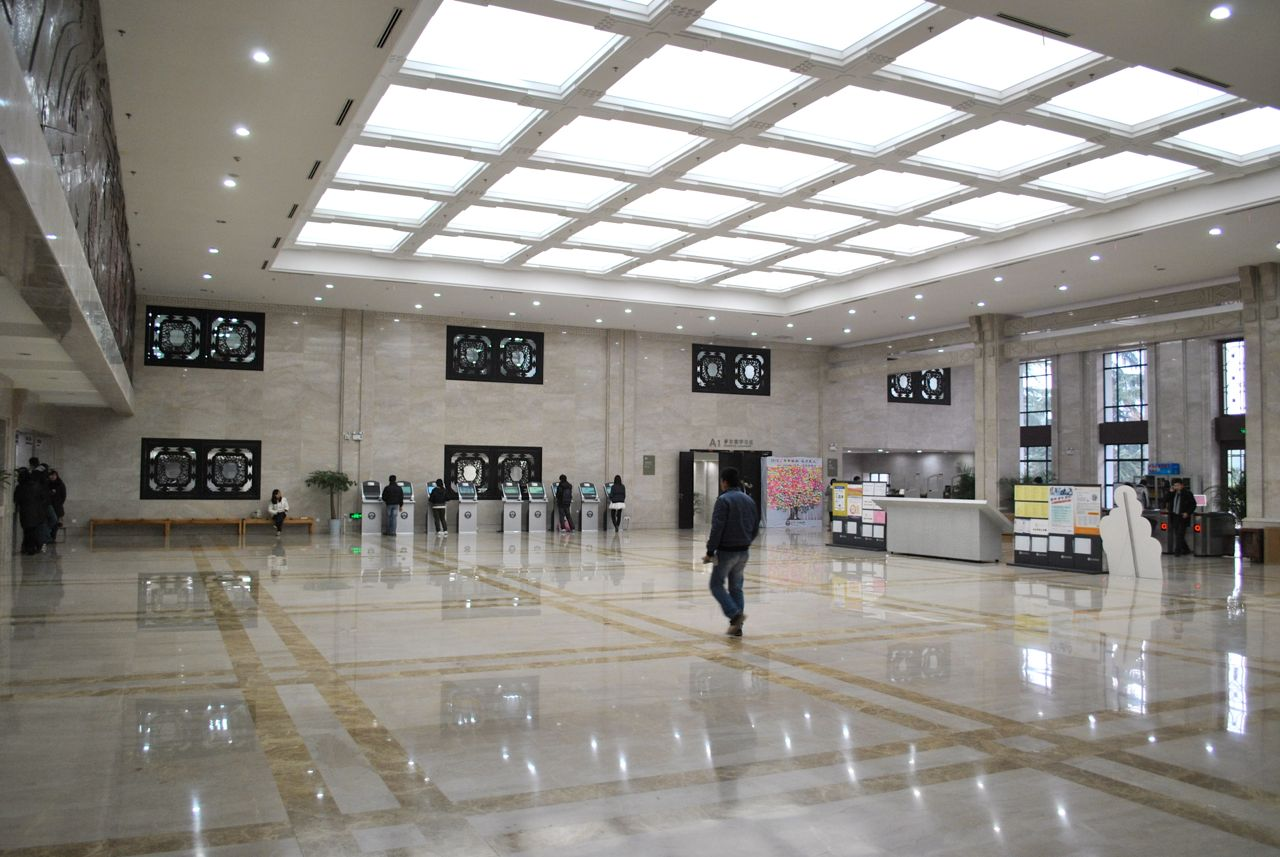
大堂
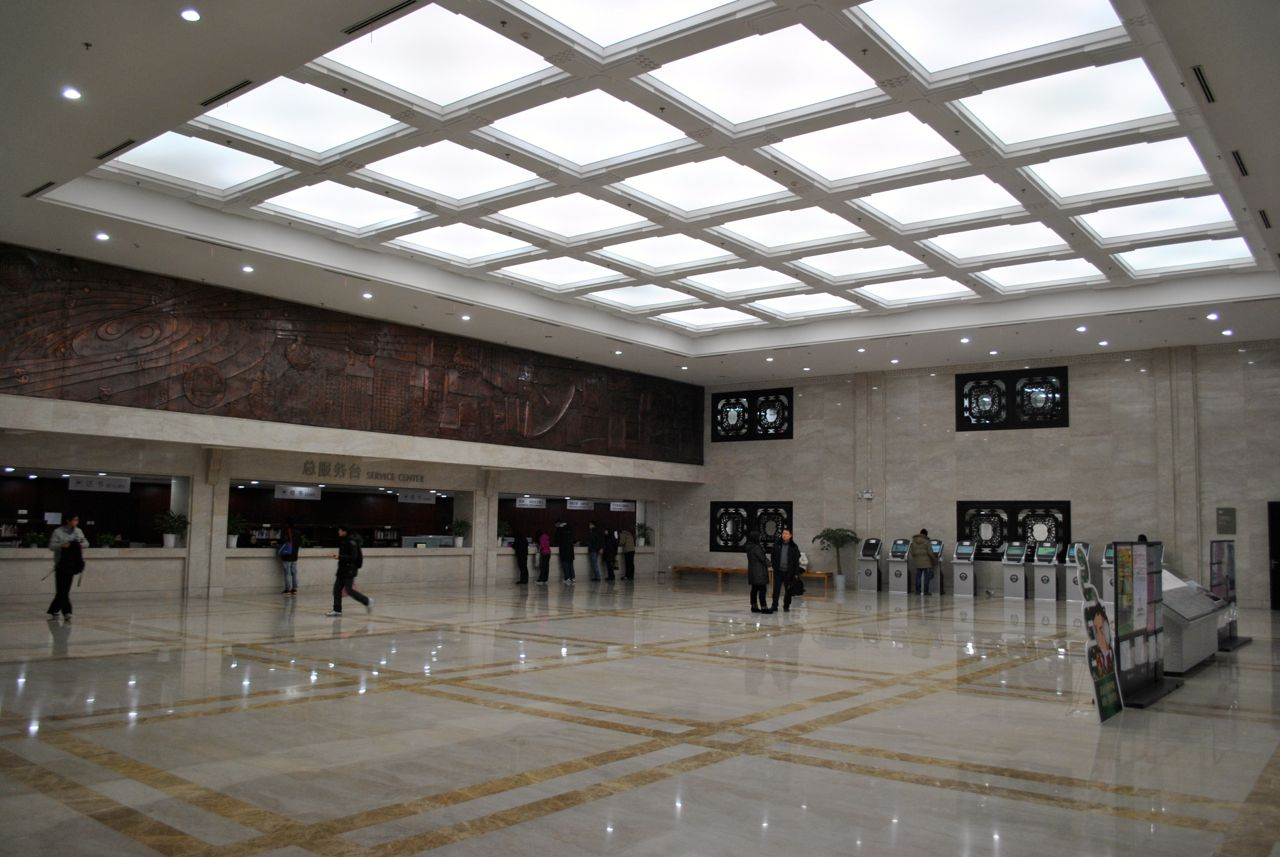
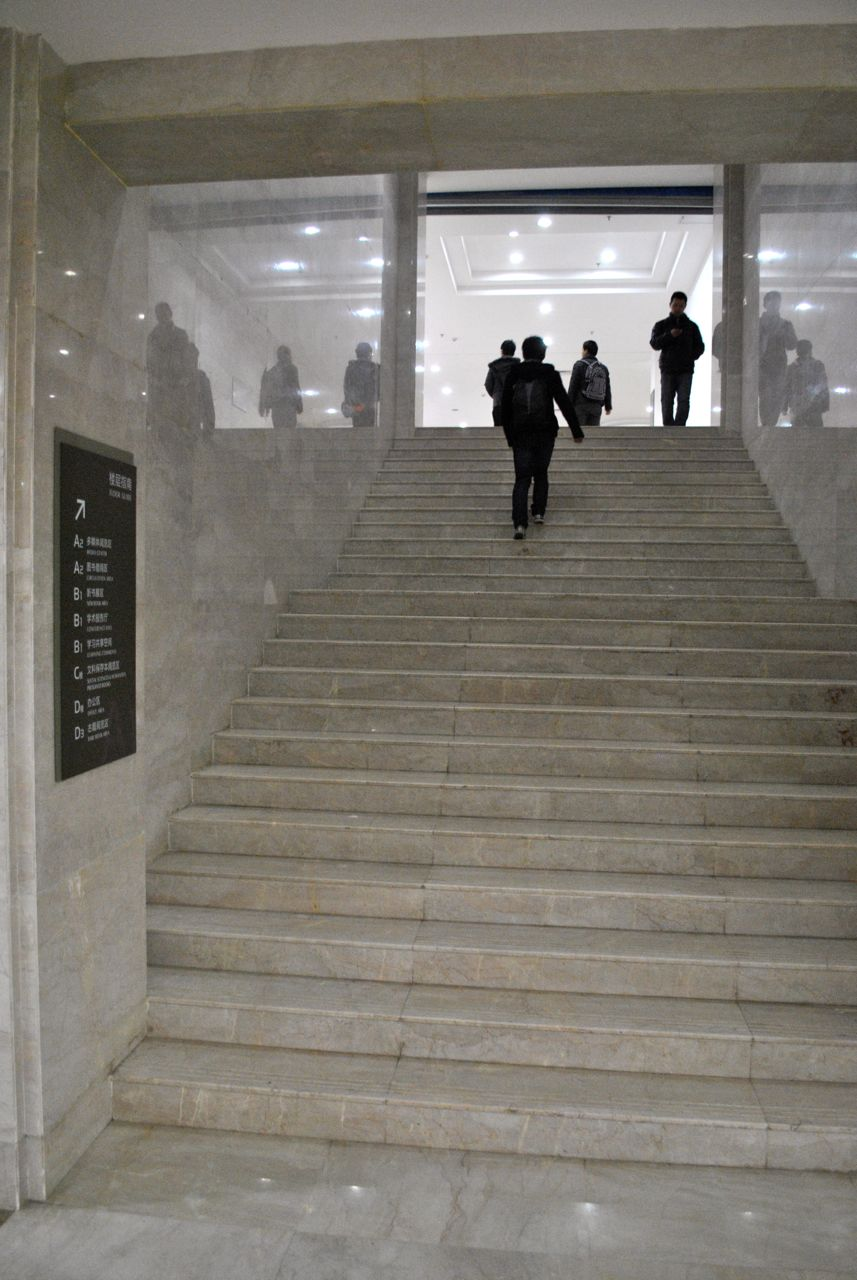
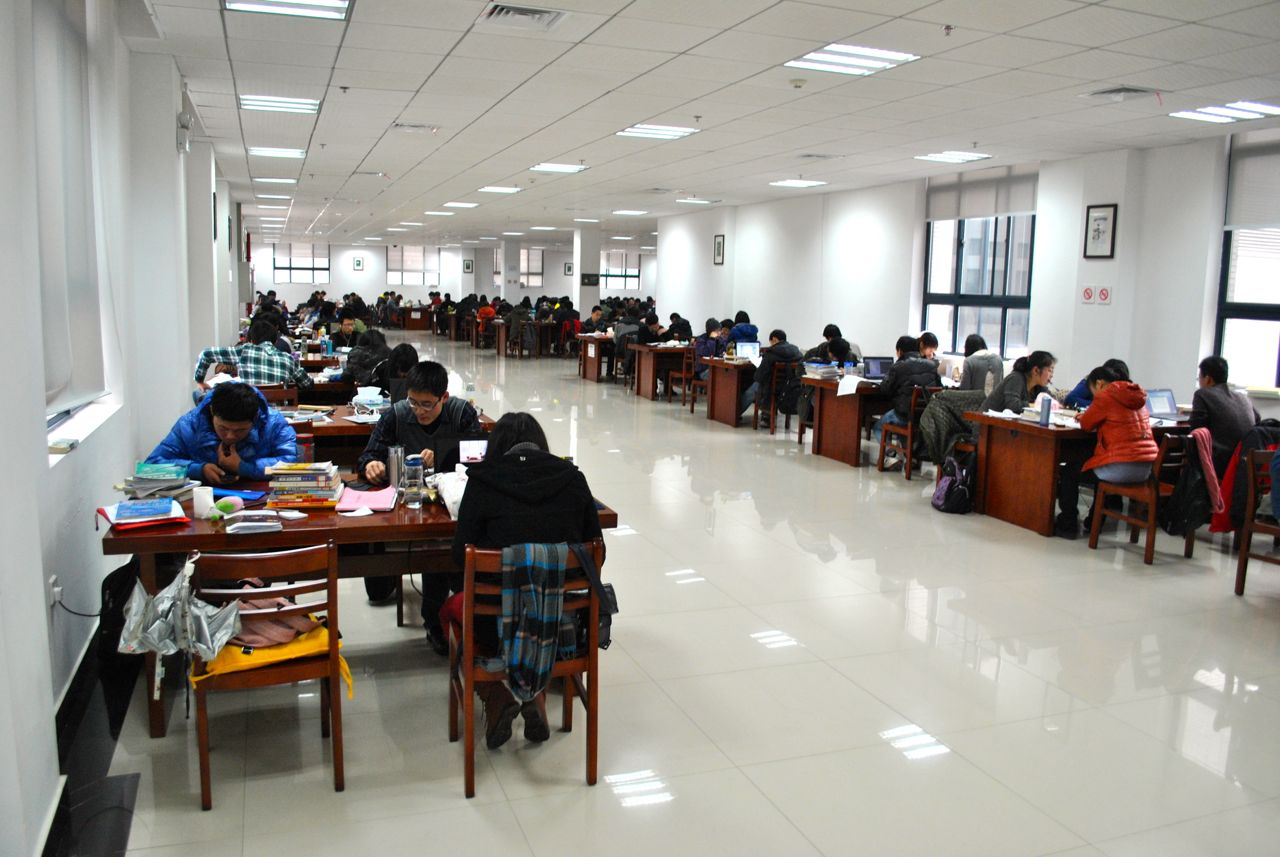
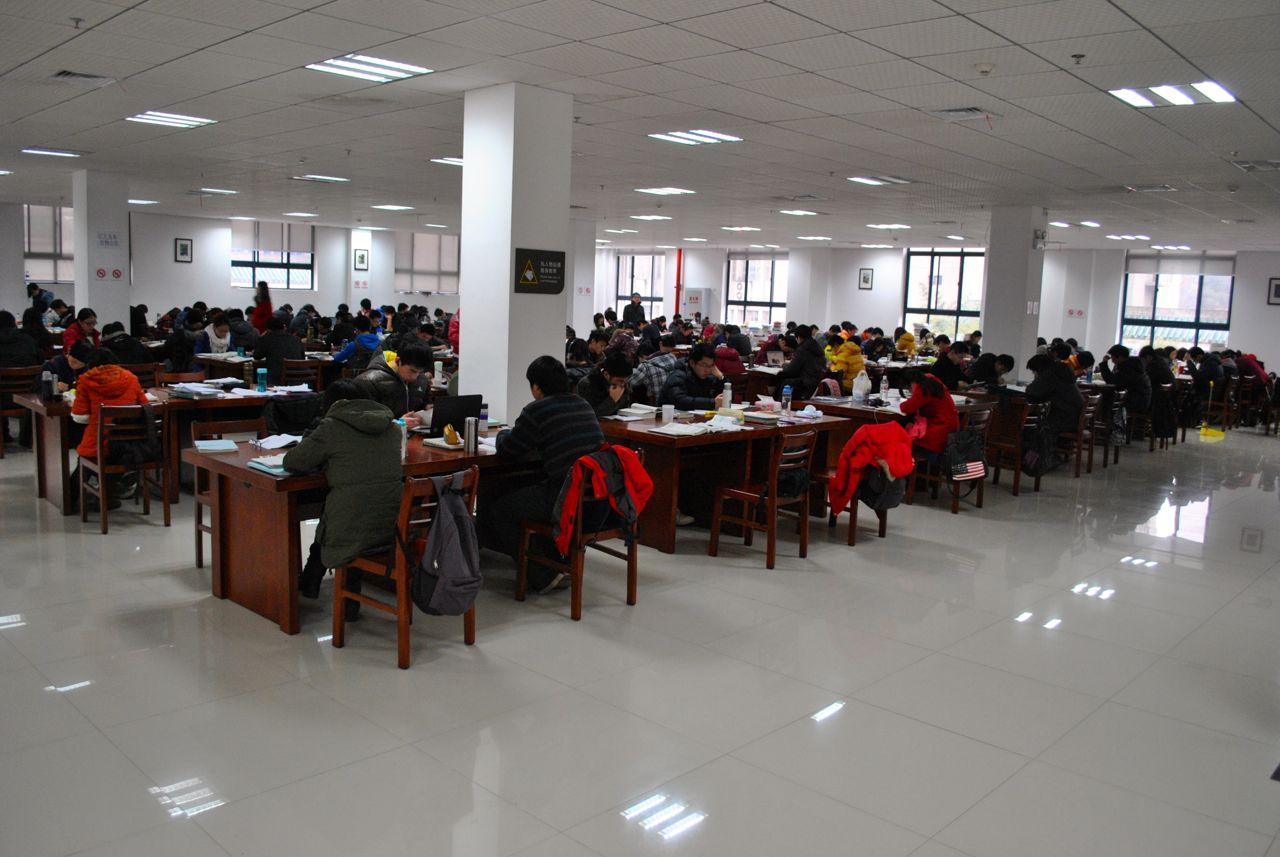
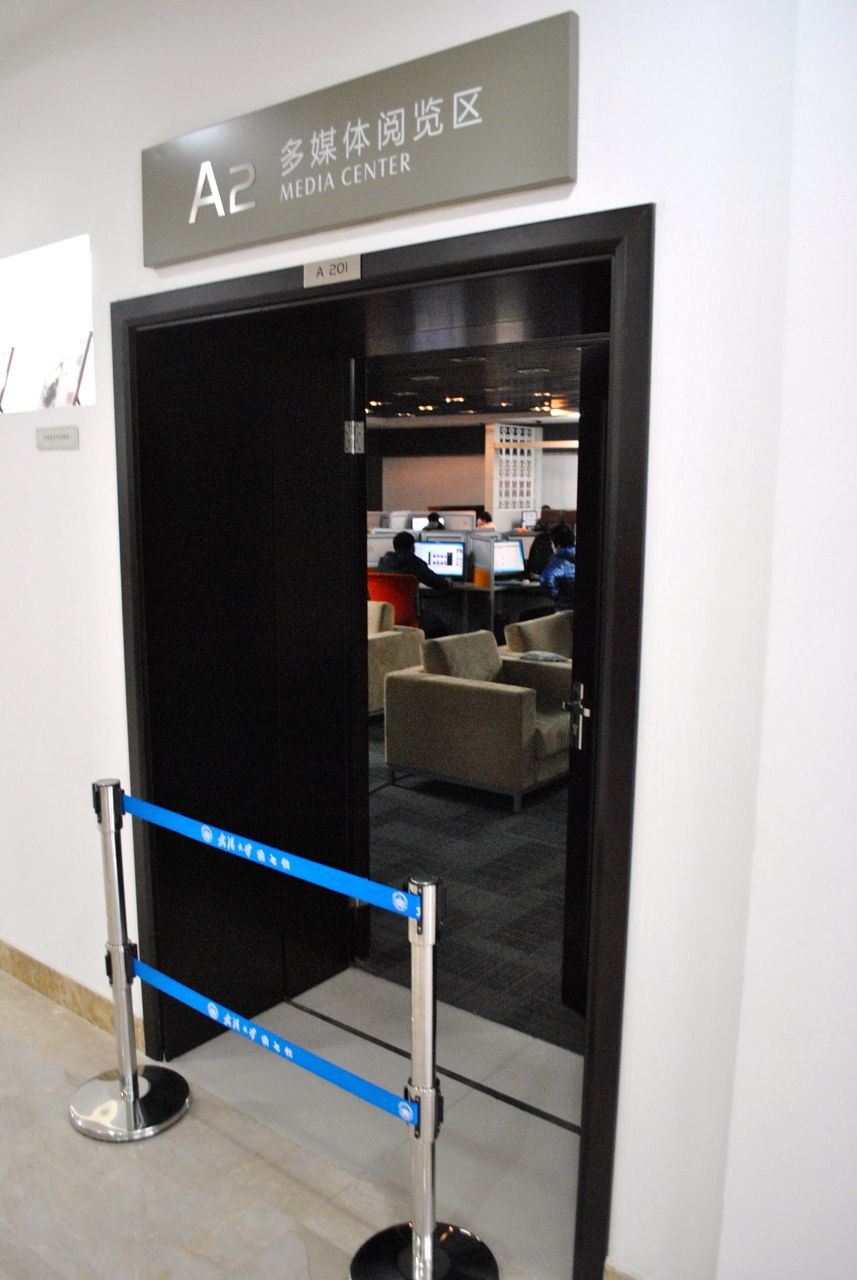
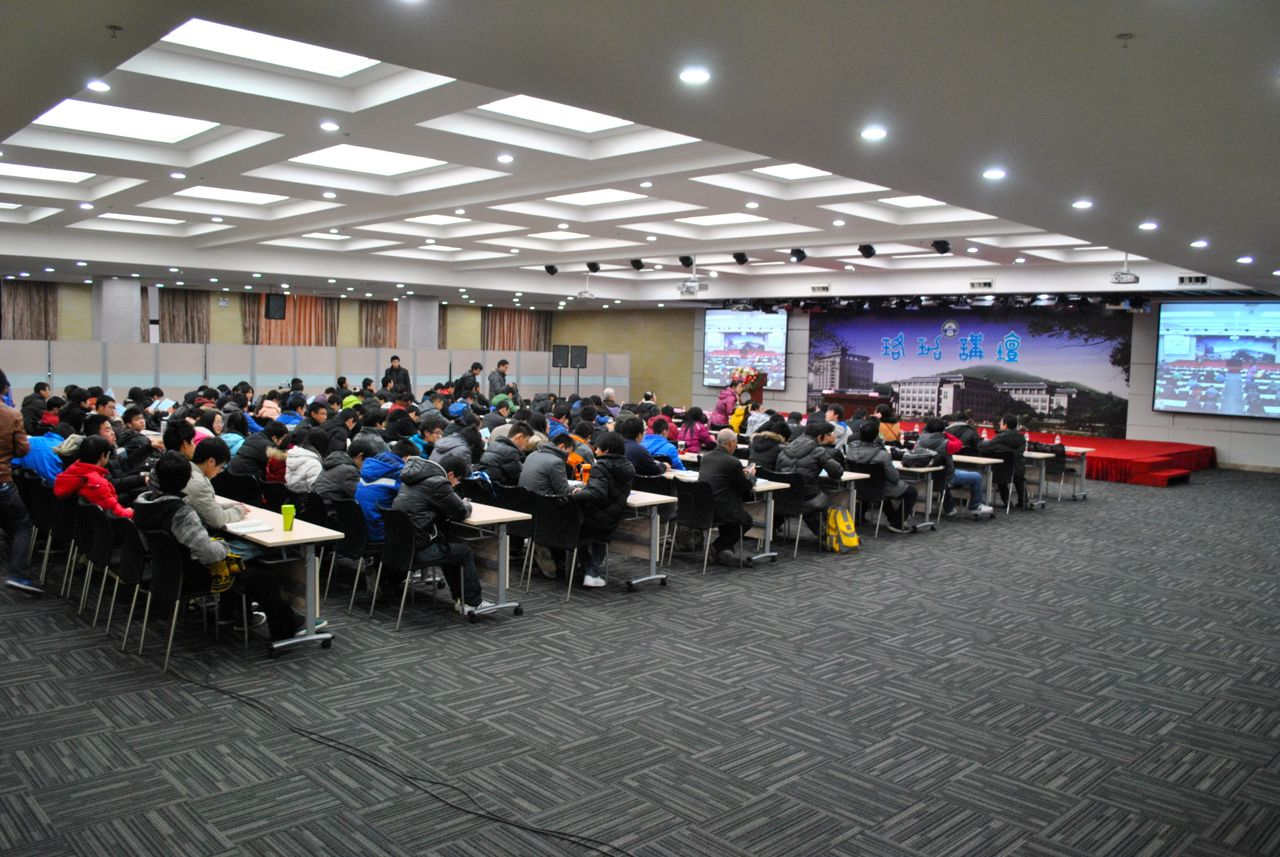
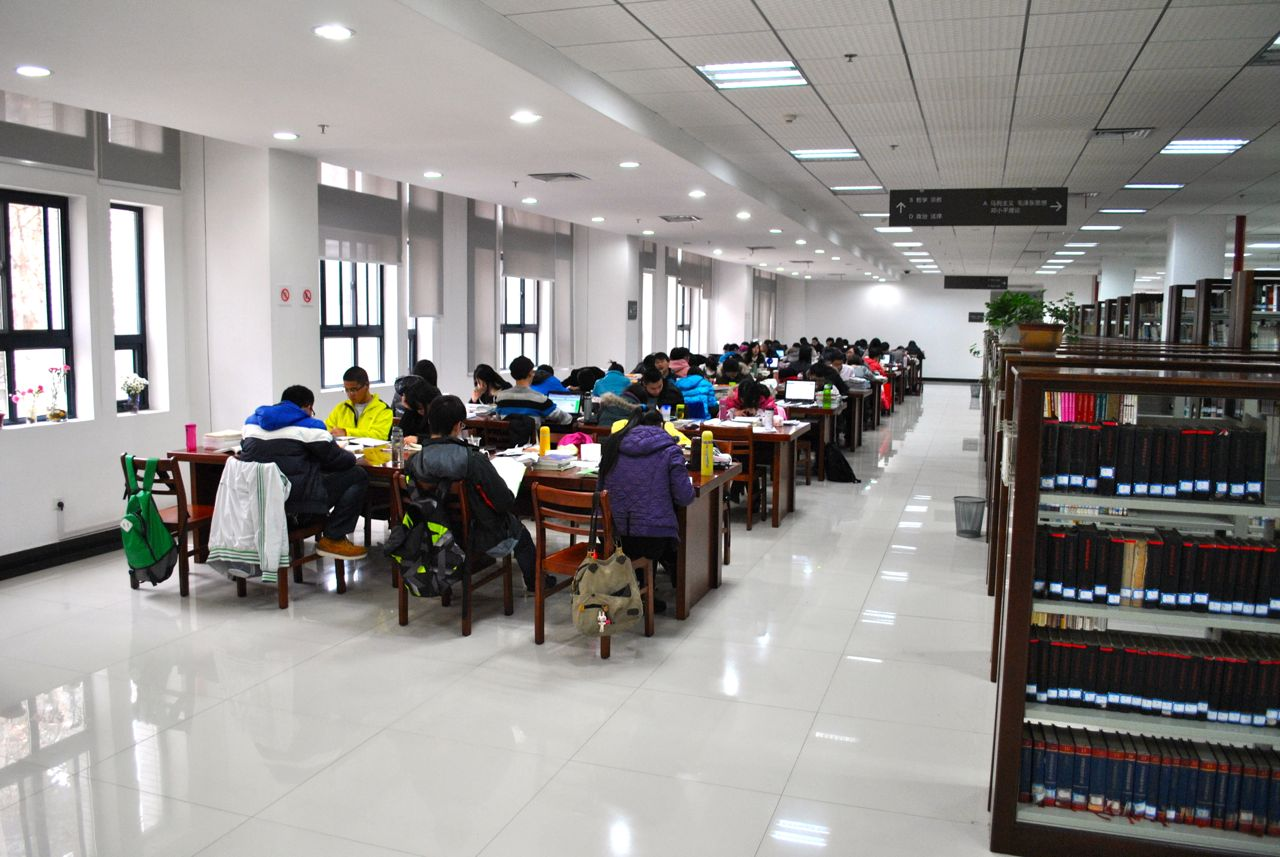
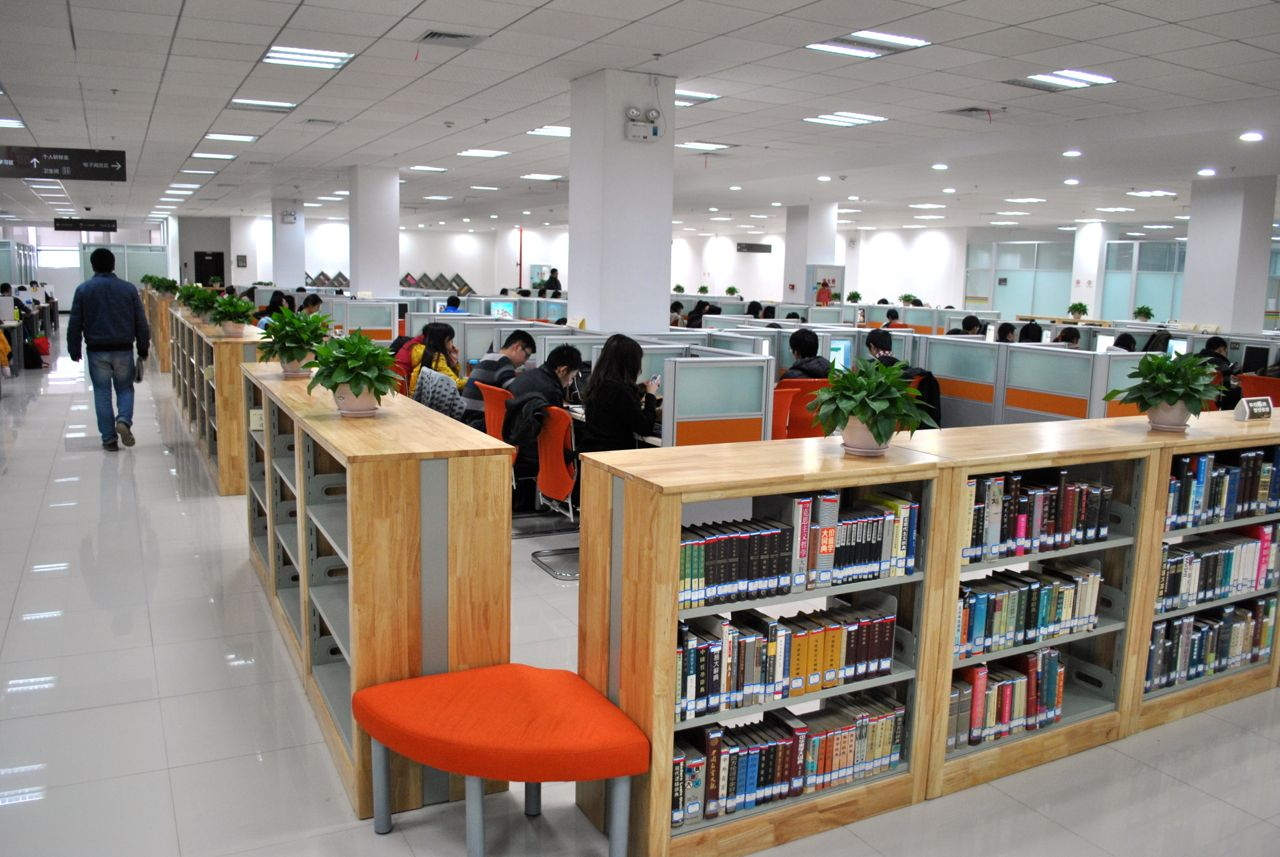
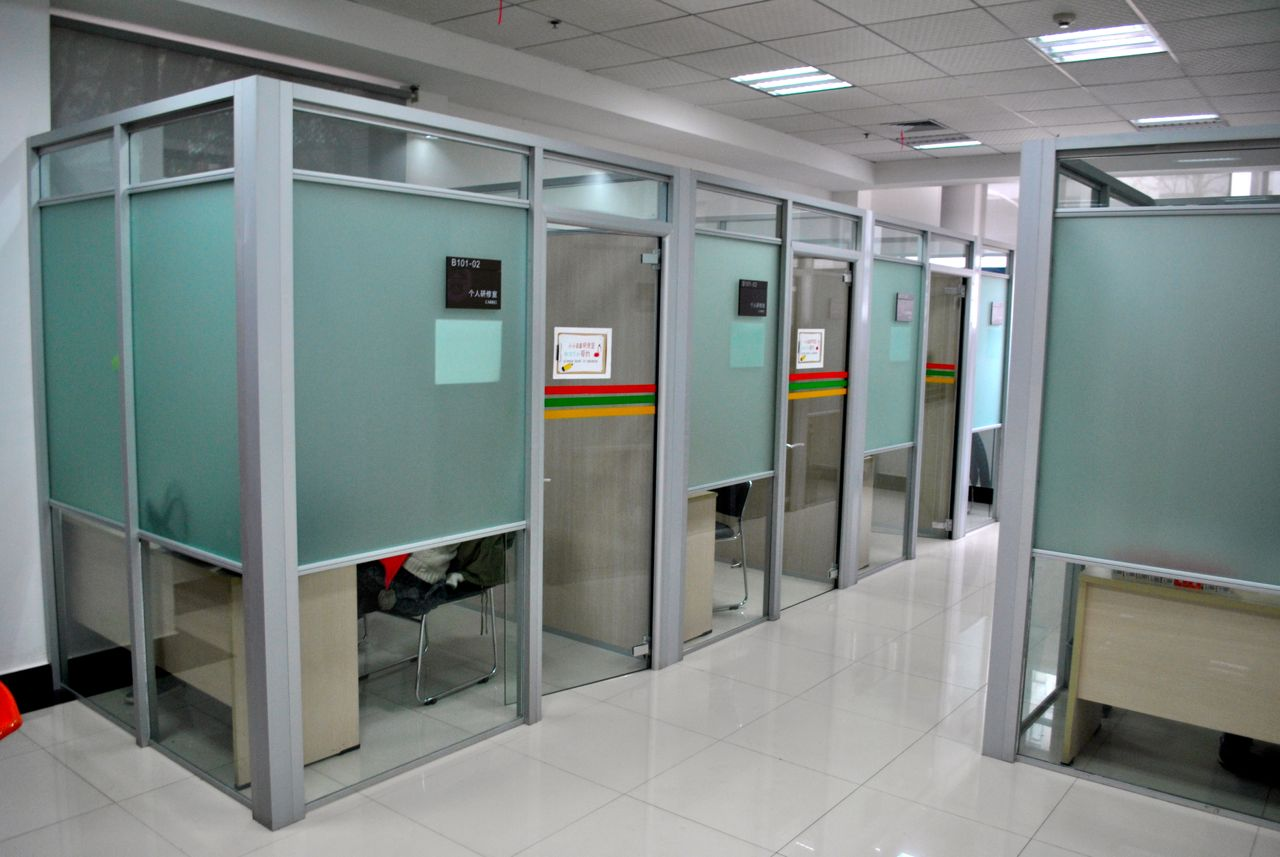
新馆所设的个人研修室（Carrel），被网友误认为“情侣自习间”
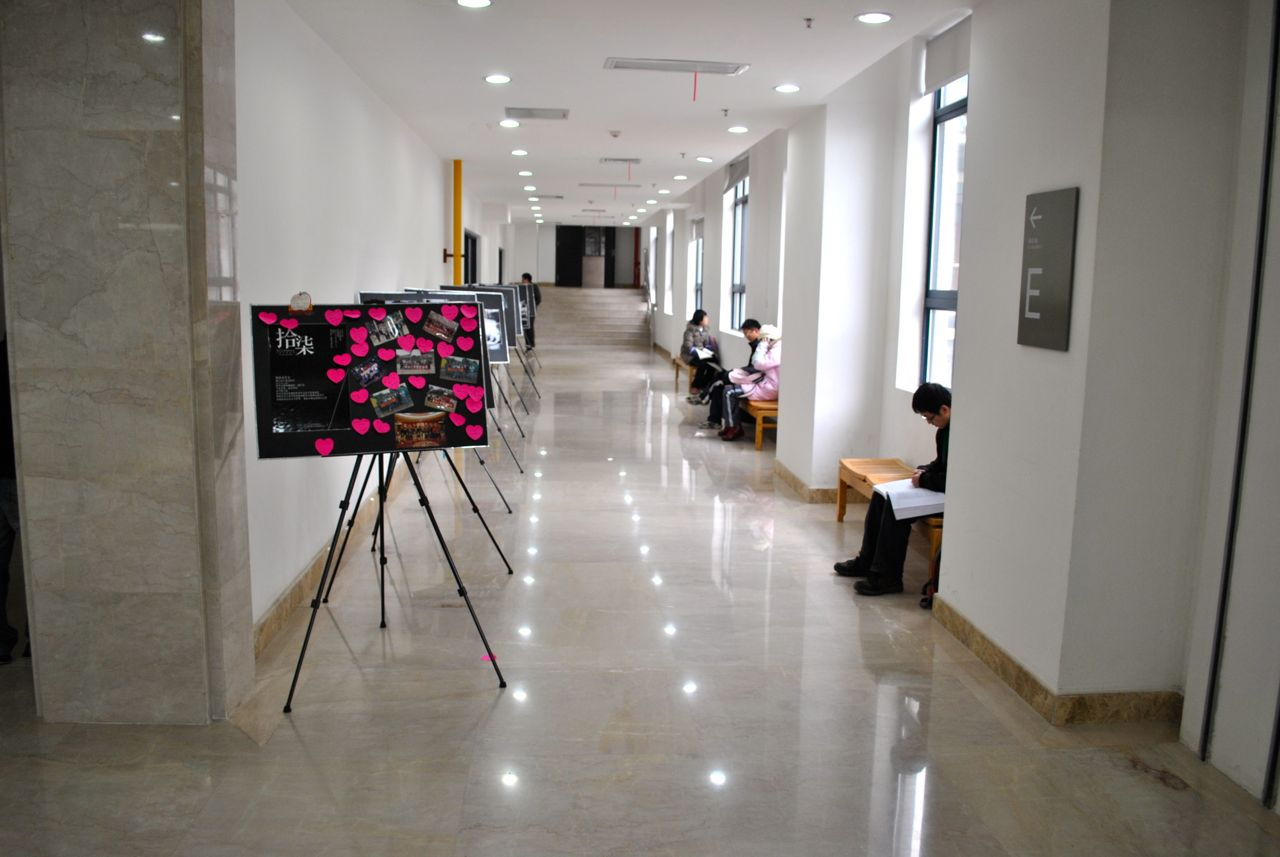
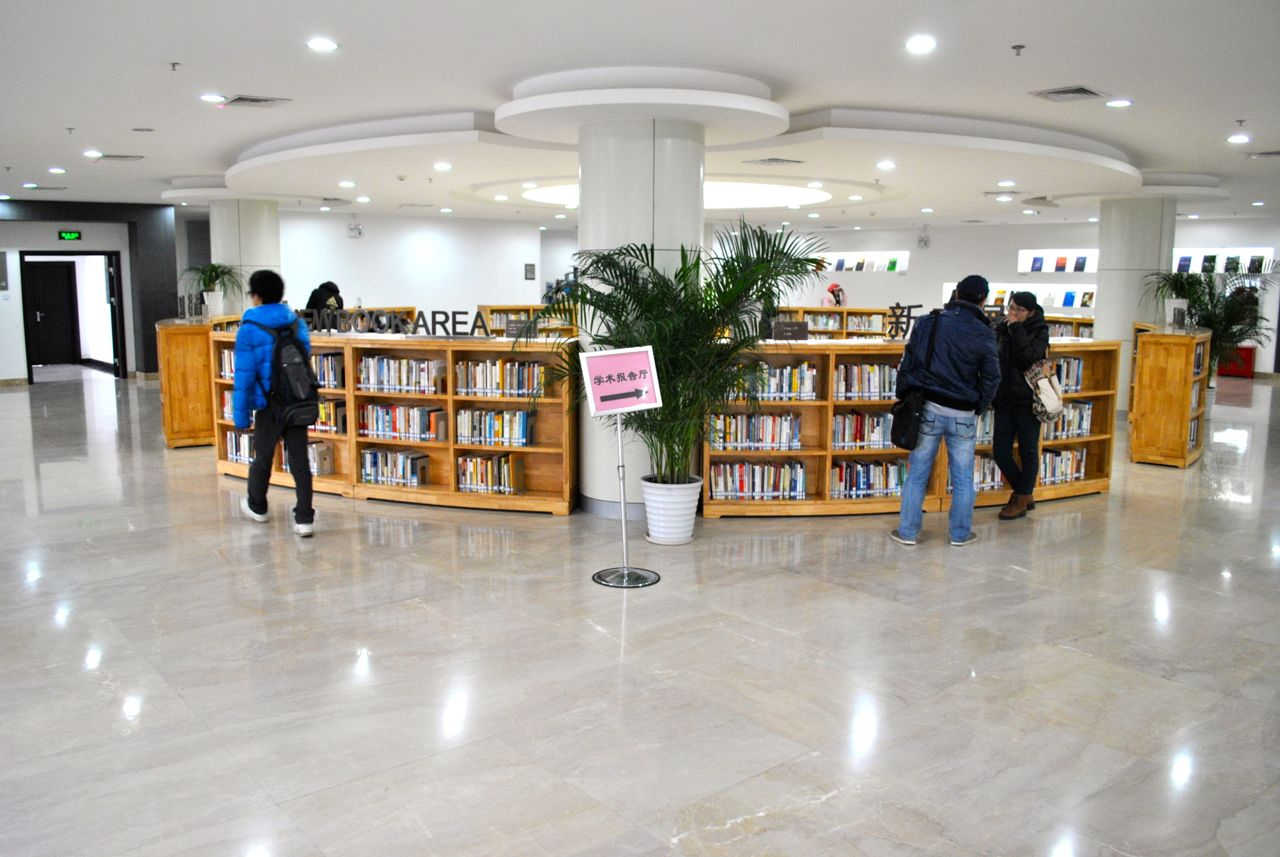